# Будівля суду Аппоматоксу
37°22′35″ пн. ш. 78°47′50″ зх. д. / 37.376389° пн. ш. 78.797222° зх. д.

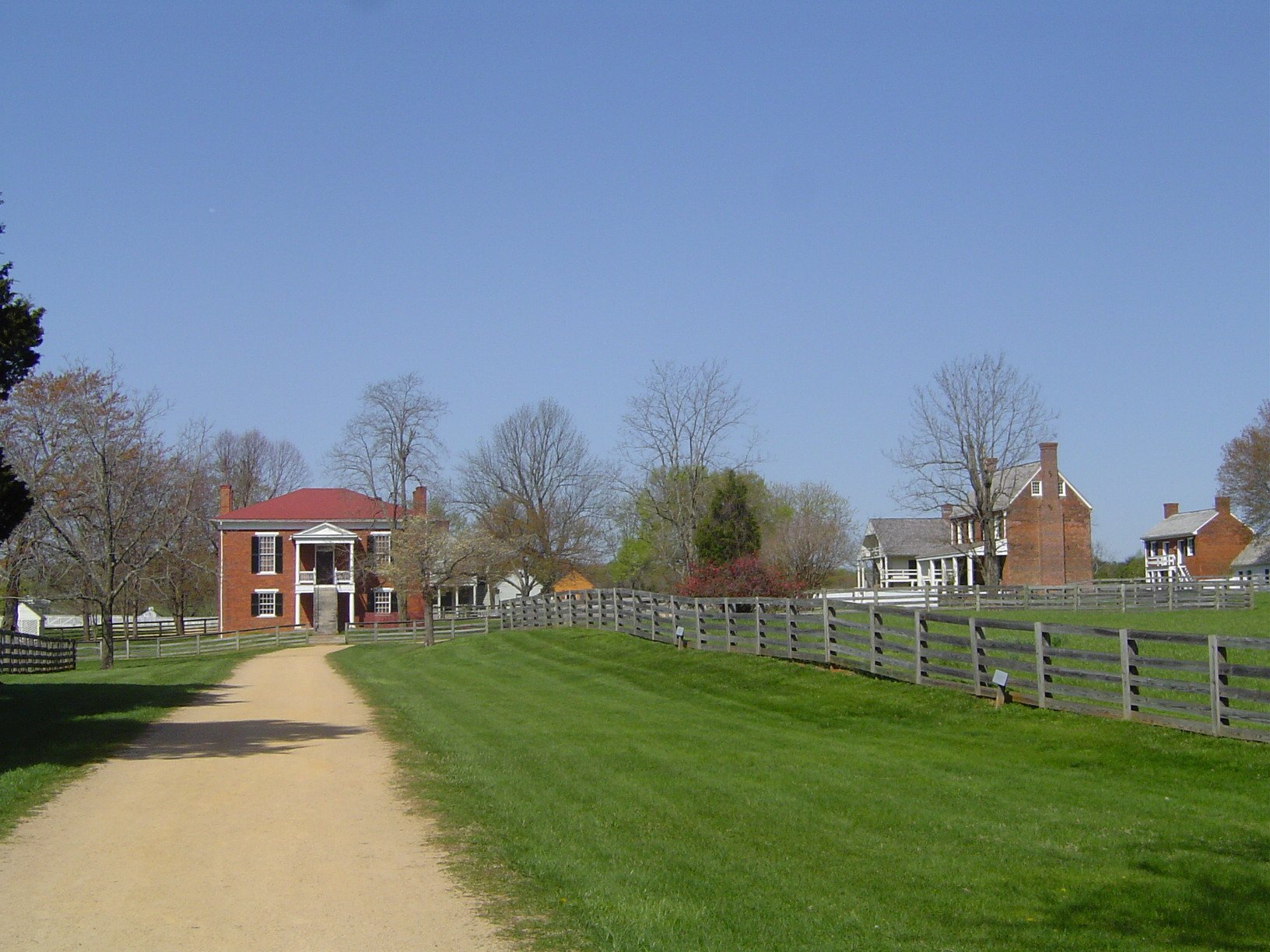
Національний історичний заповідник Аппоматокс

Будівля суду Аппоматоксу (англ. Appomattox Court House, Appomattox Courthouse) — національний історичний заповідник у м. Аппоматтоксі, штат Віргінія, США; місце, де 9 квітня 1865 генерал Роберт Лі підписав документ про капітуляцію Армії Конфедерації генералу Уліссу Гранту, поклавши таким чином кінець громадянській війні в США. Історичний комплекс включає будівлю колишнього апоматокського суду та реконструйовану будівлю будинку У. Макліна. Площа паркового комплексу – 536 га. Статус історичного заповідника комплекс отримав в 1935.